# Charlles Evangelista
Charlles Thomacelli Evangelista, (Juiz de Fora, 27 de dezembro de 1984), mais conhecido como Charlles Evangelista, é um servidor público do estado de Minas Gerais e político brasileiro, filiado ao Partido Liberal (PL).

## Biografia
Charlles Thomacelli Evangelista é natural de Juiz de Fora, tendo crescido no Bairro Cerâmica, Zona Norte da cidade. Com 16 anos ingressou no curso técnico de Zootecnia na cidade de Rio Pomba (MG).  Ao retornar para Juiz de Fora formou-se em Administração pelo Centro Universitário Estácio Juiz de Fora. Com 20 anos foi aprovado em concurso público promovido pelo Tribunal de Justiça de Minas Gerais, assumindo o cargo de Oficial de justiça avaliador no ano seguinte. Além de funcionário do TJMG, é empresário nos setores de Varejo e Construção Civil.[carece de fontes?]

### Carreira política
Concorreu a um cargo público eletivo pela primeira vez nas eleições de 2014, ainda com 29 anos, quando pleiteou uma cadeira na Assembléia Legislativa de Minas Gerais pelo Partido Republicano da Ordem Social, obtendo na ocasião 5.690 votos (0,05% dos votos válidos).
Nas eleições de 2016 se candidatou a vereador de Juiz de Fora pelo Partido Progressista, sendo eleito com 2.625 votos (0,97% dos votos válidos).
Nas eleições de 2018 foi eleito deputado federal por Minas Gerais para a 56ª legislatura da Câmara dos Deputados através do Partido Social Liberal, com 51.626 votos (0,51% dos votos válidos).

### Homenagens
Charlles foi agraciado em 21 de abril de 2019 com a Medalha da Inconfidência, mais alta comenda concedida pelo Governo de Minas Gerais, atribuída a personalidades que contribuíram para o prestígio e a projeção mineiras.
| Barrete | Honra                    | Data                |
| ------- | ------------------------ | ------------------- |
|         | Medalha da Inconfidência | 21 de abril de 2019 |

## Controvérsias

### Reembolso da Câmara
Em 2 de fevereiro o deputado Evangelista adquiriu numa free-shop do aeroporto de Brasília uma barra de chocolate Oreo, no valor de R$ 27,90. No entanto, pediu o reembolso desse gasto para a Câmara dos Deputados - gerando controvérsia similar a do então ministro Orlando Silva (que adquiriu uma tapioca com o cartão corporativo do ministério).

### Fake News
Em junho de 2019, Charlles Evangelista foi acusado de ajudar a divulgar notícia falsa envolvendo os jornalistas do The Intercept, após serem divulgadas no veículo informações sobre a Vaza Jato.  Entretanto, a imprensa confirma a suspeita pelo Reino Unido aos envolvidos no Intercept.

## Desempenho eleitoral
| Ano  | Eleição                   | Partido | Candidato a       | Votos  | %      | Resultado  | Ref    |
| ---- | ------------------------- | ------- | ----------------- | ------ | ------ | ---------- | ------ |
| 2014 | Estaduais em Minas Gerais | PROS    | Deputado Estadual | 5.690  | 0,05%  | Suplente   | [ 10 ] |
| 2016 | Municipal de Juiz de Fora | PP      | Vereador          | 2.625  | 0,97%  | Eleito     | [ 11 ] |
| 2018 | Estaduais em Minas Gerais | PSL     | Deputado Federal  | 51.626 | 0,51%  | Eleito     | [ 12 ] |
| 2022 | Estaduais em Minas Gerais | PP      | Deputado Federal  | 46.230 | 0,41%  | Suplente   | [ 13 ] |
| 2024 | Municipal de Juiz de Fora | PL      | Prefeito          | 76.953 | 27,53% | Não eleito | [ 14 ] |